# Caviidae
cavidés, Caviidés
Famille
Les Cavidés ou Caviidés (Caviidae) sont une famille de l'ordre des Rongeurs qui fait partie de l'infra-ordre des Hystricognathi. Elle comprend les cobayes mais aussi les maras (Dolichotis spp.) et, selon les auteurs, les capybaras (Hydrochoerus spp.).
Cette famille a été décrite pour la première fois en 1817 par le naturaliste russe d'origine saxonne Gotthelf Fischer von Waldheim (1771-1853).

## Liste des sous-familles
Selon Mammal Species of the World (version 3, 2005)  (19 janv. 2013) et ITIS (25 janv. 2013):
- sous-famille Caviinae Fischer de Waldheim, 1817 - des cobayes
- sous-famille Dolichotinae Pocock, 1922 - les maras
- sous-famille Hydrochoerinae Gray, 1825 - les hydrochères (ou cabiaïs) et les cobayes des rochers

### Liste des sous-familles et genres

#### Taxons actuels
Selon Mammal Species of the World (version 3, 2005)  (19 janv. 2013) :
- sous-famille Caviinae
  - genre Cavia
  - genre Galea
  - genre Microcavia
- sous-famille Dolichotinae
  - genre Dolichotis
- sous-famille Hydrochoerinae
  - genre Hydrochoerus
  - genre Kerodon

#### Taxons éteints et actuels
Selon Paleobiology Database (19 janv. 2013) :
- genre Allocavia
- sous-famille Cardiomyinae
- genre Cavia
- sous-famille Caviinae
- genre Caviodon
- genre Caviops
- genre Dolicavia
- sous-famille Dolichotinae
- genre Dolichotis
- genre Microcavia
- genre Neocavia
- genre Orthomyctera
- genre Palaeocavia
- genre Pascualia
- genre Procardiomys
- genre Prodolichotis
- genre Propediolagus